# Keglevich Stefánia
Buzini gróf Keglevich Stefánia (Stephanie, házassága után Beniczky Ödönné) (Buda, 1831. január 19. – Budapest, 1878. január 16.) magyar úrhölgy.

## Élete
A Keglevichek nagykátai ágának legjelentősebb alakja a „második” gróf Keglevich Gábor (1784–1854), magyar királyi tárnokmester, a Magyar Tudományos Akadémia igazgató tagja és gróf Sándor Matild (1798–1843) lánya volt. Nővérei Alexandra (1820–1841) – Ürményi Lászlóné –, Eugénia (1825–1854) – Almásy Dénesné – és Emma (1826–1876) – Podmaniczky Árminné –, bátyjai Géza (1817–1837) és Gyula (1824–1865), öccse Béla (1833–1896) voltak.
1851. július 10-én Pesten, a belvárosi római katolikus plébánián kötött házasságot Beniczky Ödönnel (1822–1874), Gödöllő országgyűlési képviselőjével. Gyermekeik közül hat, Gábor (1852–1894), Ádám (1855-1923), Géza (1857-1934), Mária – Justh Györgyné – (1858-1918), Martha (1861-1941) és Margit (1868-1940) érte meg a felnőtt kort. Legidősebb lánya, Margit (1853-1868) alig 14 évesen meghűlés miatt, két kisfiú (1859-ben és 1872-ben) egy naposan halt meg. Első gyermekei a zsámboki birtokon, harmadik fia már Cinkotán született. Gyermekei nevelőjének Vértesi Károlyt alkalmazták. Férje halála után 1878-ban bekövetkezett haláláig ő vezette a cinkotai gazdaságot.
1861-ben lett a Kisfaludy Társaság tagja. Azon hölgyek között is megtalálható neve, akik 1861–1862-ben a Magyar Írók Segélyegyletének tőkéjét megalapozták. 1867-ben az Országos Nőképző Egyesület 22 alapítója között, 1873-tól pedig választmányi tagja volt. A szervezetben végig aktív szerepet vállalt, 1868-ban benne volt a 12 tagú női küldöttségben, ami a hazai nők tökéletesítésére alapítandó főtanodát pártoló 9000 aláírással ellátott kérvényt Deák Ferenc közreműködésével a közoktatásügyi minisztériumhoz juttatta, majd 1869-ben az egylet intézetének berendezési bizottságának póttagjává is választották. 1877 tavaszán a hazai ipart terjesztő egyesület alapítóelnökévé választották Szapáry Gyulával együtt.
1878. január 16-án, hirtelen, egy korcsolyázás utáni tüdőszélhüdésben, 47 éves korában halt meg. A cinkotai családi sírboltba helyezték örök nyugalomra. A nép körében élt nemesen és jótékonyan, ezért szerették, így a temetésén a szertartás után is még némán a sírnál maradtak a Fővárosi Lapok tudósítása szerint.